# Benoît-Agathon Haffreingue

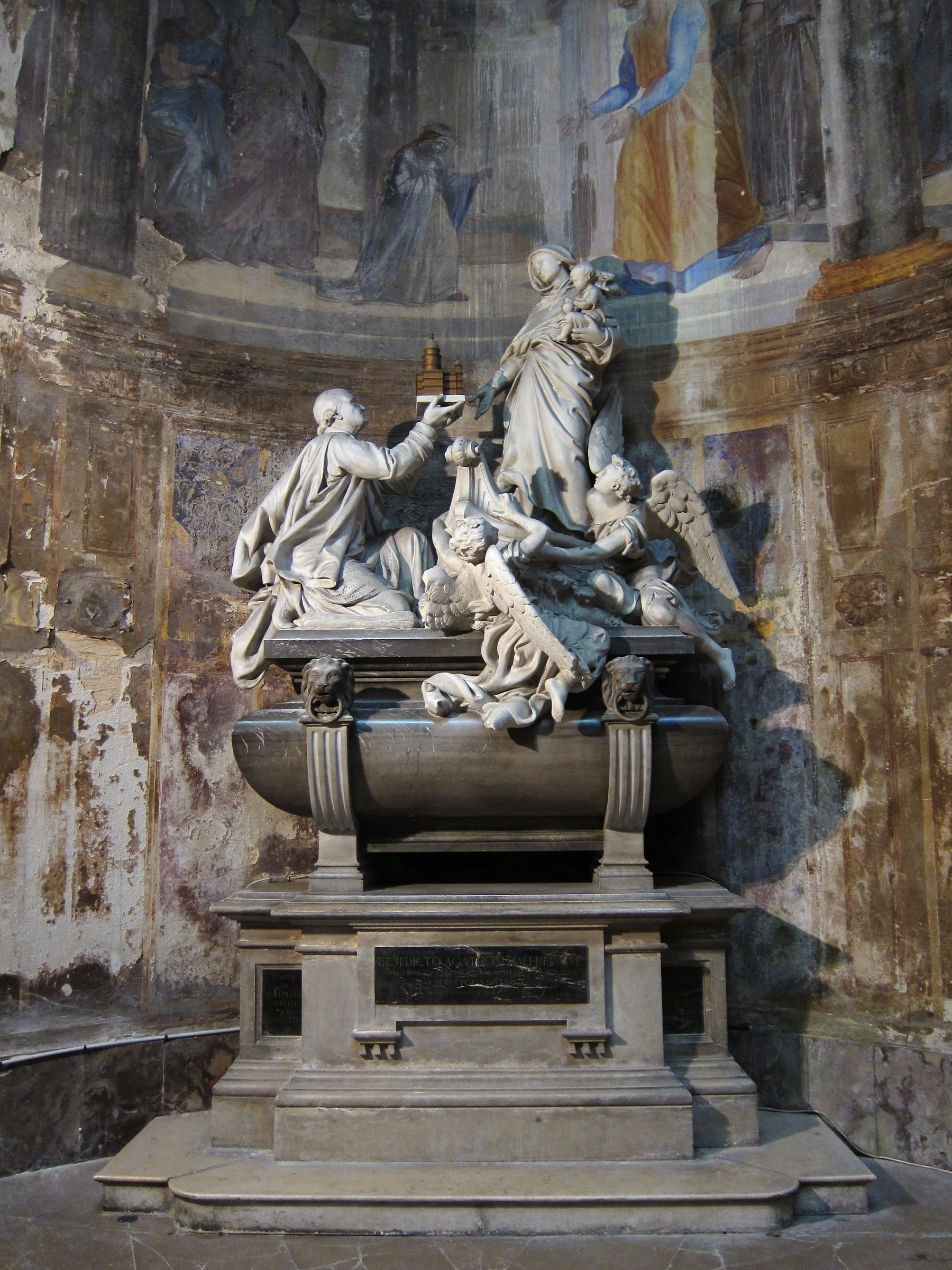
Le cénotaphe de monseigneur Haffreingue portant une sculpture d'Eugène Delaplanche dans la Cathédrale Notre-Dame de Boulogne.

Monseigneur Benoît-Agathon Haffreingue  est né le 4 juillet 1785 à Audinghen et est mort le 18 avril 1871. Il a reconstruit la cathédrale Notre-Dame de Boulogne-sur-Mer.

## Biographie
Issu d'une famille de laboureurs devenu prêtre à Boulogne-sur-Mer vers 1820, il achète les ruines de la cathédrale qui avait servi d'arsenal et de dépôt après la Révolution française le 18 août 1820. N'ayant reçu aucune formation en matière d'art de bâtir, il s'improvise néanmoins dès 1822, architecte en élevant une chapelle au petit séminaire dans l'enceinte de l'évêché ; deux ans plus tard, il construisit pour les Ursulines de la ville une chapelle coiffée d'un dôme, puis se lança dans la folle aventure de la reconstruction de la cathédrale Notre-Dame.
De 1827 à 1866, grâce tout d'abord à ses biens personnels et ensuite à de nombreux dons (dont un de 1000 Francs de l'empereur Napoléon III), il conçut les plans de l'actuelle basilique, en dirigea les travaux et mena le chantier à son terme. En 1827, il mit au jour la crypte romane oubliée. La nouvelle église ressemble beaucoup à la cathédrale Saint-Paul de Londres ou au Panthéon de Paris. Il désirait d'ailleurs qu'elle puisse être vue de l'autre côté de la Manche en signe de prière pour ce qui ne s'appelait pas encore l'œcuménisme.
Il en confie lui-même la décoration au peintre-sculpteur Charles Soulacroix (1825-1899) qui exécute, entre 1863 et 1865, les fresques des six chapelles du dôme.
Le 11 février 1859, le pape Pie IX le nomma protonotaire apostolique, et eut le droit au titre de « monseigneur »,. Napoléon III lui remis la Légion d'honneur.
Il s'est éteint en 1871, léguant son église à la municipalité. Elle reçut le titre de basilique en 1879 et est devenue la Cathédrale - Basilique Notre-Dame et Saint-Joseph de Boulogne-sur-Mer.

## Hommage
Deux établissements scolaires de Boulogne-sur-Mer rendent hommage à Monseigneur Haffreingue : le collège privé catholique Haffreingue (Haffreingue-Chanlaire jusque 2008) et le lycée privé général Nazareth-Haffreingue (Haffreingue-Chanlaire jusque 2008).
Une rue porte son nom dans les communes de Boulogne-sur-Mer, Le Portel, Wimereux et Saint-Étienne-au-Mont.
Chevalier de la Légion d'honneur en qualité de chef d'institution à Boulogne-sur-Mer (6 octobre 1853).
Son tombeau monument funéraire se trouve dans la basilique,. 